# Sulfadiazine
La sulfadiazine est un antibiotique sulfamidé agissant en bloquant la production d'acide folique des bactéries. Elle est couramment utilisée pour traiter les infections urinaires. En association, par exemple avec la pyriméthamine, elle peut être utilisée pour traiter la toxoplasmose, une affection provoquée par Toxoplasma gondii, un protozoaire intracellulaire.
Les effets secondaires de la sulfadiazine peuvent notamment prendre la forme de complications rénales, de nausées, de dyspepsie, d'anorexie ou encore d'étourdissements. Elle est contre-indiquée chez les personnes atteintes de déficit en G6PD en raison de possibles accidents hémolytiques.
La sulfadiazine argentique est un dérivé typiquement utilisé en pommade pour désinfecter les brûlures.
Elle fait partie de la liste des médicaments essentiels de l'Organisation mondiale de la santé (liste mise à jour en avril 2013).

## Essais controversés
Des études sur des traitements de la tuberculose auraient été menées à l'IHU Méditerranée Infection depuis 2017 selon des protocoles explicitement non autorisés par l'ANSM utilisant la sulfadiazine, avec pour conséquence des complications sévères pour plusieurs patients,,.